# Godzilla (chanson d'Eminem)
Pour les articles homonymes, voir Godzilla (homonymie).
Singles de Eminem
Darkness
(2020) The Adventures of Moon Man & Slim Shady
(2020)
Singles par Juice Wrld
Let Me Know (I Wonder Why Freestyle)
(2019) Hate The Way
(2020)
Godzilla est une chanson du rappeur américain Eminem sortie en 2020. C'est le second single extrait du onzième album studio du rappeur, Music to Be Murdered By, sorti la même année. Il s'agit d'une collaboration avec le rappeur Juice Wrld, décédé en décembre 2019, avant même la parution de l'album.
Le single est certifié trois fois disque de platine aux États-Unis en mars 2022, dépassant les 3 millions d’unités vendues. Dans le même temps, il dépasse la barre des 500 millions d’écoutes sur la plateforme Spotify.

## Historique
La chanson est produite par D. A. Doman (en). Eminem est crédité comme producteur additionnel.
Eminem bat le record du monde de rapidité avec cette chanson. Dans les 30 dernières secondes, il prononce 224 mots contenant 330 syllabes, soit en moyenne 10,65 syllabes par seconde et 7,23 mots par seconde.

## Clip
Avant la parution d'un clip, une lyrics video est dévoilée le 4 mars 2020. Le 6 mars, Eminem révèle un aperçu du clip final, en partenariat avec Lyrical Lemonade. 
Le clip, réalisé par Cole Bennett, est publié le 9 mars 2020. Il contient des apparitions de Mike Tyson et Dr. Dre et est dédié à la mémoire de Juice WRLD.

## Classements hebdomadaires
Godzilla a atteint la troisième place du Billboard Hot 100, et s'est classé premier dans les charts anglais, dans le classement UK Singles Charts. Il atteint la troisième place des charts canadiens (Canadian Hot 100), tandis qu'en France il ne dépasse pas la quarante-cinquième place, selon le SNEP.
| Classement (2020)                  | Meilleure place |
| ---------------------------------- | --------------- |
| Allemagne (GfK Entertainment)      | 10              |
| Australie (ARIA)                   | 3               |
| Autriche (Ö3 Austria Top 40)       | 6               |
| Canada (Canadian Hot 100)          | 3               |
| Danemark (Tracklisten)             | 4               |
| Écosse (OCC)                       | 16              |
| Espagne (PROMUSICAE)               | 80              |
| États-Unis (Billboard Hot 100)     | 3               |
| Finlande (Suomen virallinen lista) | 1               |
| France (SNEP)                      | 45              |
| Irlande (Irish Singles Chart)      | 1               |
| Italie (FIMI)                      | 7               |
| Norvège (VG-lista)                 | 4               |
| Nouvelle-Zélande (RMNZ)            | 2               |
| Pays-Bas (Single Top 100)          | 11              |
| Portugal (AFP)                     | 12              |
| Royaume-Uni (UK Singles Chart)     | 1               |
| Royaume-Uni (UK R&B Chart)         | 1               |
| Suède (Sverigetopplistan)          | 7               |
| Suisse (Schweizer Hitparade)       | 4               |